# 原子・亜原子物理学の年表
原子物理学および亜原子物理学の年表

## 紀元前
- 紀元前600年ごろ[1] カナーダが4種類の原子の存在を理論化する。これらは複合して二原子分子や三原子分子を作り出すことができる。
- 紀元前430年ごろ[1] デモクリトスが分割できない基本粒子について思索し、それらを「原子」と言う。
- 紀元前200年ごろ[1] ジャイナ教が生成も破壊もできない原子をParamanuと言う。これは永遠、すなわち過去にも存在し、現在も存在し未来も存在し続けるものである。これは物理的存在の永久的な基礎である。全ての物理的存在はこれらの究極の原子で構成されている。

## 化学の起こり
- 1766年 ヘンリー・キャヴェンディッシュが水素を発見・研究する
- 1778年 カール・シェーレとアントワーヌ・ラヴォアジェが大気の大部分が窒素と酸素で構成されていることを発見
- 1781年 ジョゼフ・プリーストリーが水素と酸素を発火させることで水を生成する
- 1800年 ウィリアム・ニコルソンとアンソニー・カーライルが電気分解を用いて水を水素と酸素に分離する
- 1803年 ジョン・ドルトンが原子の考えを化学に導入し、物質は異なる重さの原子で構成されると述べた
- 1805年ごろ トマス・ヤングが光を用いて二重スリット実験を行う
- 1811年 アメデオ・アヴォガドロが 同量の気体には同数の分子が含まれると主張する
- 1832年 マイケル・ファラデーが電気分解の法則を述べる
- 1871年 ドミトリ・メンデレーエフが周期表を体系的に調査し、ガリウム、スカンジウム、ゲルマニウムの存在を予言する
- 1873年 ヨハネス・ファン・デル・ワールスが分子間に働く弱い引力の概念を導入する
- 1885年 ヨハン・バルマーが観測された水素線波長の数式表現を発見する
- 1887年 ハインリヒ・ヘルツが光電効果を発見する
- 1894年 レイリー卿とウィリアム・ラムゼーが空気から窒素と酸素を取り除いた後に残った気体を分光法により分析することでアルゴンを発見する
- 1895年 ウィリアム・ラムゼーがウラン崩壊により生成された気体を分光法で分析することにより、地球上にあるヘリウムを発見する
- 1896年 アンリ・ベクレルがウランの放射能を発見する
- 1896年 ピーター・ゼーマンが、ナトリウムが強い磁極と炎の中にあるときのナトリウムD線分裂を研究する
- 1897年 エミール・ヴィーヘルト、Walter Kaufmann、J・J・トムソンが電子を発見する
- 1898 ウィリアム・ラムゼーとMorris Traversがネオンと負に電荷したベータ粒子を発見する

## 量子力学の時代
- 1887年 ハインリヒ・ヘルツが光電効果を発見する。これは後に光の量子の点から行われたアインシュタインの説明により量子論の発展において非常に重要な役割を果たす
- 1896年 ヴィルヘルム・レントゲンがプラズマ中の電子の研究中にX線を発見する。高エネルギー電磁波の「波動」と考えられていた散乱X線は、1922年にアーサー・コンプトンにより電磁波の「粒子」の側面が実証される
- 1900年 ポール・ヴィラールがウラン崩壊の研究中にガンマ線を発見する
- 1900年 ヨハネス・リュードベリが観測された水素線波長の表現を改良する
- 1900年 マックス・プランクが量子仮説と黒体放射の法則について述べる
- 1902年 フィリップ・レーナルトが最大光電子エネルギーは照射強度に依存せず周波数に依存することを観測する
- 1902年 テオドール・スヴェドベリが分子衝撃の変動がブラウン運動を起こすことを提案する
- 1905年 アルベルト・アインシュタインが光電効果を説明する
- 1906年 チャールズ・バークラが各元素は特有のX線を有し、これらのX線透過度は元素の原子量に関係していることを発見する
- 1909年 ハイス・ガイガーとアーネスト・マースデンが薄い金属箔によるアルファ粒子の大きな角度偏向を発見する
- 1909年 アーネスト・ラザフォードとトマス・ロイズがアルファ粒子がヘリウムの2価陽イオンであることを実証する
- 1911年 アーネスト・ラザフォードがガイガー＝マースデン実験を核原子モデルを使うことで説明し、ラザフォード断面積を導出する
- 1911年 ジャン・ペランがアインシュタインのブラウン運動の理論的説明を試験するための実験的研究において原子と分子の存在を証明している
- 1911年 ステファン・プロコピウが電子の磁気双極子モーメントを測定する
- 1912年 マックス・フォン・ラウエが結晶格子を用いてX線を回折することを提案する
- 1912年 Walter FriedrichとPaul Knippingが閃亜鉛鉱でX線を回折する
- 1913年 ヘンリー・ブラッグとローレンス・ブラッグが強いX線反射に対するブラッグ条件を解明する
- 1913年 ヘンリー・モーズリーが核電子こそ元素に番号付けする真の基準であることを示す
- 1913年 ニールス・ボーアが原子の量子モデルを発表する[2]
- 1913年 ロバート・ミリカンが電荷の基本単位を測定する
- 1913年 ヨハネス・シュタルクが強磁場が水素のパルマースペクトル線を分裂させることを実証する
- 1914年 ジェイムス・フランクとグスタフ・ヘルツが原子励起を観測する
- 1914年 アーネスト・ラザフォードが陽電荷を帯びた原子核は陽子を含むことを提案する[3]
- 1915年 アルノルト・ゾンマーフェルトが相対論的微細構造を説明するために楕円軌道を持つ修正ボーア原子モデルを開発する
- 1916年 ギルバート・ルイスとアーヴィング・ラングミュアが化学結合の電子核モデルを定式化する
- 1917年 アルベルト・アインシュタインが誘導放出の概念を導入する
- 1918年 アーネスト・ラザフォードがアルファ粒子を窒素気体中に放出するとシンチレーション検出器が水素原子核のサインを示すことに気づく
- 1921年 アルフレッド・ランデがg因子を導入する
- 1922年 アーサー・コンプトンが電子線によるX線光子散乱を研究し、電磁放射の「粒子」の側面を実証する
- 1922年 オットー・シュテルンとWalther Gerlachが「スピン量子化」を示す
- 1923年 リーゼ・マイトナーが現在オージェ過程と呼ばれているものを発見する
- 1924年 ルイ・ド・ブロイが電子は「粒子」特性に加えて「波動」特性を持つということを提案している。粒子と波動の二重性は後にフェルミオンとボソンに拡張される。
- 1924年 ジョン・レナード＝ジョーンズが半経験的原子間力の法則を提案する
- 1924年 サティエンドラ・ボースとアルベルト・アインシュタインがボース-アインシュタイン統計を導入する
- 1925年 ヴォルフガング・パウリが電子の量子排他原理を述べる
- 1925年 ジョージ・ウーレンベックとサミュエル・ゴーズミットが電子のスピンを仮定する
- 1925年 ピエール・オージェがオージェ過程を発見する（リーゼ・マイトナーより2年遅い）
- 1925年 ヴェルナー・ハイゼンベルク、マックス・ボルン、パスクアル・ヨルダンが量子行列力学を定式化する
- 1926年 エルヴィン・シュレーディンガーが非相対論的量子波動方程式を述べ量子波動力学を定式化する
- 1926年 エルヴィン・シュレーディンガーが波動と量子論の行列定式化が数学的には等しいことを証明する
- 1926年 オスカル・クラインとWalter Gordonが相対論的量子波動方程式（現在クライン-ゴルドン方程式として知られる）を述べる
- 1926年 エンリコ・フェルミが電子（スピン1/2）のような現在「フェルミオン」と呼ばれている粒子についてスピン統計関係を発見する
- 1926年 ポール・ディラックがフェルミ-ディラック統計を導入する
- 1926年 ギルバート・ルイスが 「光子」という用語を導入する。彼はこれを「放射エネルギーのキャリア」と考えていた[4][5]
- 1927年 クリントン・デイヴィソン、Lester Germer、ジョージ・トムソンが電子の波動の性質を確認する[6]
- 1927年 ヴェルナー・ハイゼンベルクが量子不確定性原理について述べる
- 1927年 マックス・ボルンが波動関数の確率的性質を解釈する
- 1927年 ヴァルター・ハイトラーとフリッツ・ロンドンが原子価結合理論の概念を導入し水素分子に適用する
- 1927年 トーマスとフェルミがトーマス・フェルミ模型を開発する
- 1927年 マックス・ボルンとロバート・オッペンハイマーがボルン・オッペンハイマー近似を導入する
- 1928年 チャンドラセカール・ラマンが電子による光学光子散乱を研究する
- 1928年 ポール・ディラックが相対論的電子量子波動方程式を述べる
- 1928年 チャールズ・ゴールトン・ダーウィンとWalter Gordonがクーロンポテンシャルについてのディラック方程式を解く
- 1928年 フリードリッヒ・フントとロバート・マリケンが分子軌道の概念を導入する
- 1929年 オスカル・クラインがクラインパラドックスを発見する
- 1929年 オスカル・クラインと仁科芳雄が電子による高エネルギー光子散乱のクライン・仁科断面積を導出する
- 1929年 ネヴィル・モットが相対論的電子のクーロン散乱に対するモット断面積を導出する
- 1930年 ポール・ディラックが 電子正孔理論を導入する
- 1930年 エルヴィン・シュレーディンガーがツィッターベヴェーグンクを予測する
- 1930年 フリッツ・ロンドンが分子間で相互作用し変動する双極子モーメントによるファンデルワールス力を説明する
- 1931年 ジョン・レナード＝ジョーンズがレナード－ジョーンズ原子間ポテンシャルを提案する
- 1931年 イレーヌ・ジョリオ＝キュリーとフレデリック・ジョリオがパラフィン中の中性子散乱を観測するが解釈を誤る
- 1931年 ヴォルフガング・パウリがニュートリノ仮説を出しベータ崩壊におけるエネルギー保存の明らかな違反を説明する
- 1931年 ライナス・ポーリングが共鳴結合を発見しこれを用いて対称平面分子の高い安定性を説明する
- 1931年 ポール・ディラックが磁気単極子が存在する場合に電荷の量子化は説明できることを示す
- 1931年 ハロルド・ユーリーが蒸発濃縮法と分光法を用いて重水素を発見する
- 1932年 ジョン・コッククロフトとアーネスト・ウォルトンがプロトン衝撃を用いてリチウムとホウ素の核を分裂させる
- 1932年 ジェームズ・チャドウィックが中性子を発見する
- 1932年 ヴェルナー・ハイゼンベルクが核の陽子-中性子模型を提示しこれを用いて同位体を説明する
- 1932年 カール・Ｄ・アンダーソンが陽電子を発見する
- 1933年 エルンスト・シュテュッケルベルク(1932年)、レフ・ランダウ(1932年)、クラレンス・ツェナーがランダウ・ツェナー遷移を発見する
- 1933年 マックス・デルブリュックが量子効果により光子が外部電場により散乱することを提案する
- 1934年 イレーヌ・ジョリオ＝キュリーとフレデリック・ジョリオがアルミニウム原子にアルファ粒子を照射することで人工的に放射性リン30を作り出す
- 1934年 レオ・シラードが核連鎖反応が可能かもしれないことに気づく
- 1934年 エンリコ・フェルミがニュートリノが生成されたベータ崩壊の非常にうまくいくモデルを発表する
- 1934年 レフ・ランダウがエドワード・テラーに非線形分子は軌道的に縮退した状態の縮退を取り除く振動モードを持つ可能性がある（ヤーン・テラー効果）ことを伝える
- 1934年 エンリコ・フェルミが93陽子元素を作るために中性子をウラン原子に照射することを提案する
- 1934年 パーヴェル・チェレンコフが光らない液体中を移動する相対論的粒子により光が放出されることを報告する
- 1935年 湯川秀樹が核力の理論を提示しスカラー中間子を予測する
- 1935年 アルベルト・アインシュタイン、ボリス・ポドリスキー、ネイサン・ローゼンがEPRパラドックスを発表する
- 1935年 ヘンリー・アイリングが遷移状態理論を発展させる
- 1935年 ニールス・ボーアがEPRパラドックスの分析を発表する
- 1936年 Alexandru Procaが核力の基礎としてスピン1の質量ベクトル中間子に対して相対論的量子場方程式を定式化する
- 1936年 ユージン・ウィグナーが原子核による中性子吸収の理論を発展させる
- 1936年 ハーマン・アーサー・ヤーンとエドワード・テラーがヤーン・テラー効果が期待される対称形の系統的研究を発表する[7]
- 1937年 カール・アンダーソンが湯川の理論により予測されたπ中間子の存在を実験的に証明する
- 1937年 Hans Hellmannがヘルマン–ファインマンの定理を発見する
- 1937年 セス・ネッダーマイヤー、カール・アンダーソン、J.C. Street、E.C. Stevensonが宇宙線の霧箱測定を用いてミュー粒子を発見する
- 1939年 リチャード・ファインマンがヘルマン-ファインマンの定理を発見する
- 1939年 オットー・ハーンとフリッツ・シュトラスマンがウラン塩に熱中性子を照射し反応生成物の中からバリウムを発見する
- 1939年 リーゼ・マイトナーとオットー・フリッシュがハーン・ストラスマン実験において核分裂が起こっていると決定する
- 1942年 エンリコ・フェルミが最初の制御核連鎖反応を作る
- 1942年 エルンスト・シュテュッケルベルクが陽電子理論に伝播関数を導入し、陽電子を時空を逆方向に移動する負エネルギー電子として解釈する
- 1943年 朝永振一郎が量子電磁力学の基本的物理原理に関する論文を発表する
- 1947年 ウィリス・ラムとRobert RetherfordがLamb–Retherfordシフトを測定する
- 1947年 セシル・パウエル、セザーレ・ラッテス、ジュセッペ・オキャリーニが宇宙線飛跡を調べることでパイ中間子を発見する
- 1947年 リチャード・ファインマンが量子電磁力学に対する伝播関数のアプローチを発表する[8]
- 1948年 Hendrik Casimirが平行板キャパシタにおける基本的なカシミール引力を予測する
- 1951年 Martin Deutschがポジトロニウムを発見する
- 1952年 デヴィッド・ボームが量子力学の自身の解釈を発表する
- 1953年 ロバート・ウィルソンが鉛原子核の電場による1.33MeVのガンマ線のデルブリュック散乱を観測する
- 1953年 Charles H. Townesと共同研究者のJ. P. Gordon、H. J. Zeigerが最初のアンモニアメーザーを作る
- 1954年 楊振寧とロバート・ミルズがアイソスピン空間回転下での局所ゲージ不変性の要請からハドロンのアイソスピンの理論、最初の非アーベルゲージ理論を研究する
- 1955年 オーウェン・チェンバレン、エミリオ・セグレ、Clyde Wiegand、Thomas Ypsilantisが反陽子を発見する
- 1956年 フレデリック・ライネスとクライド・カワンが反ニュートリノを検出する
- 1956年 楊振寧と李政道が弱い核力によるパリティ破れを提案する
- 1956年 呉健雄が崩壊するコバルトの弱い力によるパリティ破れを発見する
- 1957年 Gerhart LudersがCPT定理を証明する
- 1957年 リチャード・ファインマン、マレー・ゲルマン、ロバート・マーシャク、ジョージ・スダルシャンが弱い相互作用に対してベクトル/軸ベクトル (VA) ラグランジアンを提案する[9][10][11][8][12][13]
- 1958年 Marcus Sparnaayがカシミール効果を実験的に確認する
- 1959年 ヤキール・アハラノフとデヴィッド・ボームがアハラノフ=ボーム効果を予測する
- 1960年 R.G. Chambersがアハラノフ＝ボーム効果を実験的に確認する[14]
- 1961年 マレー・ゲルマンとユヴァル・ネーマンが八道説、SU(3)群を発見する
- 1961年 ジェフリー・ゴールドストーンが大域相対称性の破れを考える
- 1962年 レオン・レーダ・マンが電子ニュートリノがミューニュートリノと異なることを示す
- 1963年 ユージン・ウィグナーが原子や分子の量子対称性が果たす基本的役割を発見する

## 標準モデルの成立と成功
- 1964年 マレー・ゲルマンとジョージ・ツワイクがクォーク/エースモデルを提案する[15][16]
- 1964年 ピーター・ヒッグスが局所相対称性の破れを考える
- 1964年 ジョン・スチュワート・ベルが全ての局所的な隠れた変数理論はベルの不等式を満たす必要があることを示す
- 1964年 ヴァル・フィッチとジェイムズ・クローニンがK中間子の崩壊における弱い力によるCP破れを観測する
- 1967年 スティーヴン・ワインバーグがレプトンの 電弱モデルを発表する[17][18]
- 1969年 ジョン・クラウザー、Michael Horne、Abner Shimony、Richard Holtがベルの不等式の偏光相関検定を提案する
- 1970年 シェルドン・グラショー、John Iliopoulos、ルチャーノ・マイアーニがチャームクォークを提案する
- 1971年 ヘーラルト・トホーフトがグラショー-サラム-ワインバーグ電弱モデルはくりこみ可能であることを示す[19]
- 1972年 スチュアート・フリードマンとジョン・クラウザーrがベルの不等式の最初の偏光相関検定を実行する
- 1973年 デビッド・ポリツァーとフランク・ウィルチェックがクォークの漸近的自由性を提案する[16]
- 1974年 バートン・リヒターとサミュエル・ティンが チャームクォークの存在を暗示するJ/ψ粒子を発見する
- 1974年 Robert J. BuenkerとSigrid D. Peyerimhoffが多参照配置間相互作用法を導入する
- 1975年 マーチン・パールがタウレプトンを発見する
- 1977年 Steve Herbがビューティー/ボトムクォークの存在を暗示するウプシロン共鳴を発見する
- 1982年 アラン・アスペ、J. Dalibard、G. Rogerが共謀偏光子通信を取り除く ベルの不等式の偏光相関検定を行う
- 1983年 カルロ・ルビア、シモン・ファンデルメールとCERN UA-1の共同研究によりWとZの中間ベクトルボソンが発見される[20]
- 1989年 Z中間ベクトルボソン共鳴幅により3つのクォーク-レプトン世代が示される
- 1994年 The CERNのLEARでのクリスタルバレル実験によりグルーボール（異種中間子）の存在が正当化される
- 1995年 フェルミ研究所のテバトロンでのD0実験とCDF実験によりトップクォークが発見される
- 1998年 スーパーカミオカンデが少なくとも1つのニュートリノには質量があることを暗示するニュートリノ振動の証拠を観測する
- 1999年 アハメッド・ズウェイルが原子と分子のフェムト化学に関する研究でノーベル化学賞を受賞する[21]
- 2001年 サドベリー・ニュートリノ天文台がニュートリノ振動の存在を確認する
- 2005年 ブルックヘブン国立研究所のRHIC加速器でクォーク（非常に低い粘度のクォークグルーオン液体、おそらくクォークグルーオンプラズマ）が作り出される
- 2008年 CERNの大型ハドロン衝突器でこの年に操業を始める予定となる。主な目的はまだ見つかっていないヒッグス粒子を探し出すことである
- 2012年 CERNが大型ハドロン衝突器での実験ののち、標準模型のヒッグス粒子と一致する特性を持つ新たな粒子の発見を発表する

## 標準模型を超える量子場理論
- 2000年 スティーヴン・ワインバーグ 超対称性と量子重力[18][22]
- 2003 Leonid Vainerman. 量子群、ホップ代数、量子場応用[23]
- 非可換量子場理論
- M.R. DouglasとN. A. Nekrasov (2001) "Noncommutative field theory," Rev. Mod. Phys. 73: 977–1029.
- Szabo, R. J. (2003) "Quantum Field Theory on Noncommutative Spaces," Physics Reports 378: 207–99. 非可換量子場理論に関する解説記事
- Noncommutative quantum field theory, see statistics on arxiv.org
- Seiberg, N. and E. Witten (1999) "String Theory and Noncommutative Geometry," Journal of High Energy Physics
- Sergio Doplicher, Klaus Fredenhagen and John Roberts, Sergio Doplicher, Klaus Fredenhagen, John E. Roberts (1995) The quantum structure of spacetime at the Planck scale and quantum fields," Commun. Math. Phys. 172: 187–220.
- アラン・コンヌ(1994) Noncommutative geometry. Academic Press. ISBN 0-12-185860-X.
- -------- (1995) "Noncommutative geometry and reality", J. Math. Phys. 36: 6194.
- -------- (1996) "Gravity coupled with matter and the foundation of noncommutative geometry," Comm. Math. Phys. 155: 109.
- -------- (2006) "Noncommutative geometry and physics,"
- -------- and  M. Marcolli, Noncommutative Geometry: Quantum Fields and Motives. American Mathematical Society (2007).
- Chamseddine, A., A. Connes (1996) "The spectral action principle," Comm. Math. Phys. 182: 155.
- Chamseddine, A., A. Connes, M. Marcolli (2007) "Gravity and the Standard Model with neutrino mixing," Adv. Theor. Math. Phys. 11: 991.
- Jureit, Jan-H., Thomas Krajewski, Thomas Schücker, and Christoph A. Stephan (2007) "On the noncommutative standard model," Acta Phys. Polon. B38: 3181–3202.
- Schücker, Thomas (2005) Forces from Connes's geometry. Lecture Notes in Physics 659, Springer.
- 非可換標準模型
- 非可換幾何